# Ray Shulman
Raymond Shulman (Portsmouth, 8 de Dezembro de 1949 – Londres, 30 de março de 2023) foi um músico inglês. Foi o mais novo dos três irmãos fundadores da seminal banda britânica de rock progressivo Gentle Giant.
Nascido numa família de músicos, Ray começou a praticar trompete aos cinco anos de idade, passando para o violino aos sete. Aos dez, ganhou sua primeira guitarra elétrica.
Com seu irmão Derek, formou várias bandas (primeiramente, "The Howling Wolves", depois tornando-se "The Road Runners", e finalmente "Simon Dupree and the Big Sound", tocando Rhythm and blues nas cercanias de Portsmouth).
Durante sua permanência no Gentle Giant,  Shulman, no baixo elétrico, rivalizava com outro virtuoso da época, Chris Squire, do Yes. Além do contrabaixo, Ray tocava violino, viola, flauta doce (soprano), violão de 6 e 12 cordas, trompete, além de instrumentos de percussão.
Após a dissolução da banda, em 1980, Raymond escreveu músicas para comerciais de TV e cinema. Após essa fase, tornou-se um bem sucedido produtor musical, trabalhando com artistas como The Sugarcubes, The Sundays, Ian McCulloch, entre outros. Nos últimos anos, entre outros projetos, Ray trabalha com trilhas sonoras para jogos de computador.

## Morte
Shulman morreu em Londres, em 30 de março de 2023, aos 73 anos. Ele deixou sua esposa, Barbara Tanner, e seus dois irmãos mais velhos, Derek e Phil Shulman. Sua morte foi anunciada nas redes sociais do Gentle Giant em 1º de abril de 2023.